# Високе (гміна Рачкі)
Високе (пол. Wysokie) — село в Польщі, у гміні Рачки Сувальського повіту Підляського воєводства.
Населення — 113 осіб (2011).
У 1975-1998 роках село належало до Сувальського воєводства.

## Демографія
Демографічна структура станом на 31 березня 2011 року:
|          | Загалом | Допрацездатний вік | Працездатний вік | Постпрацездатний вік |
| -------- | ------- | ------------------ | ---------------- | -------------------- |
| Чоловіки | 56      | 22                 | 29               | 5                    |
| Жінки    | 57      | 19                 | 25               | 13                   |
| Разом    | 113     | 41                 | 54               | 18                   |